# ثورة ثور
ثورة ثور (بالدرية: انقلاب ثور، بالبشتوية: د ثور انقلاب، تسمى أيضا ثورة أبريل أو انقلاب أبريل) كانت الثورة التي أطاح بها الحزب الديمقراطي الشعبي الأفغاني بالرئيس الأفغاني الجنرال محمد داود خان في 27-28 أبريل 1978 الذي تولى بنفسه السلطة في انقلاب عام 1973 على ابن عمه الملك محمد ظاهر وأسس حزبًا واحدًا استبداديًا في البلاد. قُتل داود خان ومعظم أفراد أسرته في القصر الرئاسي على أيدي ضباط عسكريين بدعم من حزب الشعب الديمقراطي. أدت الثورة إلى إنشاء حكومة متحالفة مع الاتحاد السوفيتي ترأسها نور محمد تركي (الأمين العام للمجلس الثوري) واندلاع الحرب السوفيتية - الأفغانية في 1979–1989 ضد المجاهدين. «ثور» هو الاسم الدري للشهر الثاني من التقويم الفارسي، الشهر الذي وقعت فيه الثورة.

## خلفية
يعتبر إعلان الجمهورية الأفغانية هو المسبب الرئيس الذي أدّى إلى قيام ثورة ثور. اقتنع الرئيس داود خان بأن إقامة علاقات وثيقة مع الاتحاد السوفيتي من أجل دعم أفغانستان عسكريا سيسمح له بتسوية القضايا الحدودية مع باكستان. ومع ذلك، كان داود خان ظاهريا يتبنّى سياسة عدم الإنحياز، وأصبح نظامه غير مستقر بسبب محاولات الاتحاد السوفيتي السيطرة على السياسة الخارجية لأفغانستان، وتدهورت العلاقات بين البلدين.

### الانقلاب العسكري الأفغاني 1973
حكم الملك ظاهر شاه أفغانستان منذ 1933. عيّن ابن عمه، محمد داود خان، رئيسا للوزراء من 1953 إلى 1963، ولم يكن مؤيدا للملك. في عقد 1970، رسم داود خطة للإطاحة بابن عمه. في 1973، عندما كان الملك ظاهر شاه في إيطاليا من أجل إجراء عملية جراحية لعينيه ولعلاج ألم أسفل ظهره، قاد داود خان انقلابا أدّى إلى مقتل ثمانية مدنيّين. وأدّى هذا الأخير إلى الإطاحة بالملك وإلغاء الملكية. أنشأ داود خان حكومة جديدة، وأعلن نفسه أول رئيس لأفغانستان. أصبح قصر الأرج في كابول القصر الرئاسي الرسمي، وعاش ظاهر شاه في المنفى في إيطاليا.

### حكم داود خان
تحت حكم حكومة داود العلمانية، اشتد التنافس الحزبي داخل الحزب الديمقراطي الشعبي الأفغاني، وانقسم إلى فصيلين رئيسيين، البرشم وخلقي. على الرغم من أن الحكومة عبّرت عبر بيان عن استيائها من الاغتيال، إلا أن نور محمد تركي، العضو في الحزب الديمقراطي الشعبي الأفغاني، اتهم الحكومة نفسها بأنها كانت مسؤولة عن الاغتيال. خشي قادة الحزب الديمقراطي الشعبي الأفغاني على ما يبدو من نية داود القضاء عليهم.
خلال مراسم جنازة خيبر، خرجت مظاهرة ضد الحكومة، أدّت بعد ذلك بوقت قصير إلى اعتقال معظم قادة الحزب الديمقراطي الشعبي الأفغاني، بما في ذلك بابراك كرمال. ومع ذلك، كان قد وُضِع حفيظ الله أمين تحت الإقامة الجبرية في منزله. أعطاه هذا الفرصة للقيام بانتفاضة، كان قد تم التخطيط لها لمدة عامين. أصدر أمين، بدون الحاجة إلى أن يمتلك السلطة، تعليمات إلى ضباط جيش خلقي بإسقاط الحكومة.

## الانقلاب العسكري
بدأ الانقلاب على حكومة الرئيس داود في ساعات الصباح الباكر من يوم 27 أبريل 1978، عندما اقتحمت الوحدات العسكرية الموالية لفصل خلقي في الحزب الديمقراطي الشعبي الأفغاني القصر الرئاسي في قلب العاصمة كابول. كان موعد الانقلاب عاملا حاسما في نجاحه، حيث وقع في يوم الخميس، قبل يوم واحد من عطلة المسلمين الأسبوعية التي تكون في الجمعة، ويكون معظم القادة العسكريين وموظفي الحكومة غير عاملين فيه. مع مساعدة من عدد قليل من الطائرات التابعة للقوات الجوية الأفغانية، التي كانت أساسا من صنع سوفيتي من طراز ميغ-21 وسوخوي سو-7، قضت قوات المتمردين على مقاومة الحرس الرئاسي وقتلت داود ومعظم عائلته.

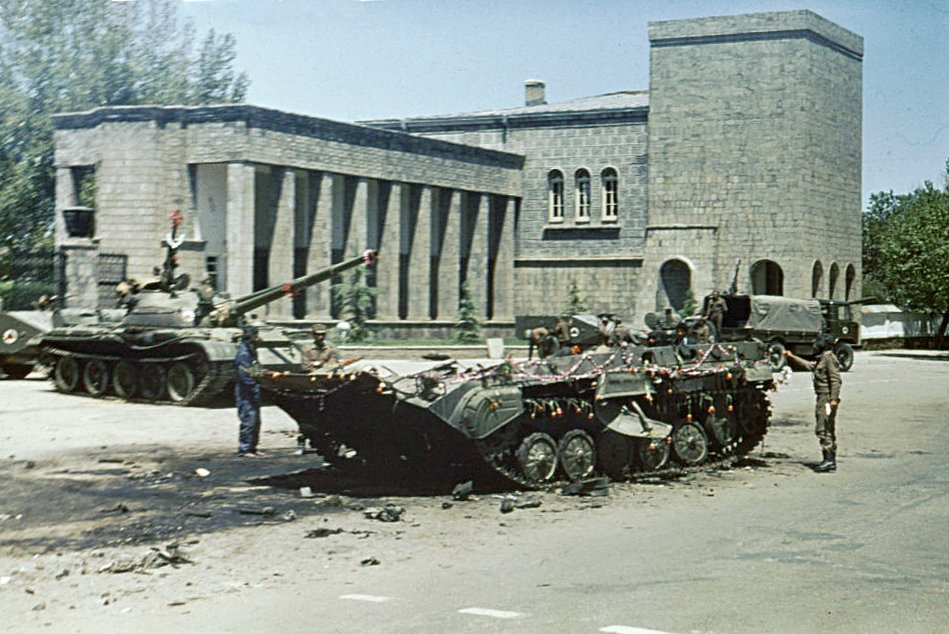
دبابات محطمة في كابول بعد يوم واحد من ثورة ثور.

وفقا لشاهد عيان، كانت أولى علامات الانقلاب في كابول، في ظهر يوم 27 أبريل حيث تقدمت دبابات نحو المدينة، رؤية دخان غير معروف الأصل بالقرب من وزارة الدفاع، وانتشار رجال مسلحين، وبعضهم في الزي العسكري وغير ذلك الكثير. سمعت أولى الطلقات بالقرب من مبنى وزارة الداخلية في منطقة المدينة الجديدة في كابول حيث حاول رجال الشرطة على ما يبدو منع تقدم الدبابات. انتشر القتال من هنا إلى مناطق أخرى في المدينة. في وقت لاحق، بعد ظهر ذلك اليوم، حلقت أولى الطائرات المقاتلة من نوع سوخوي سو-7، في ارتفاع منخفض، وأطلقت صواريخ على القصر الرئاسي في وسط المدينة. في المساء، تم بث بيان على الإذاعة الحكومية الأفغانية، يعلن فيه فصيل خلق (الشعب) أنه قد أطاح بنظام محمد داود خان. أوضح استخدام كلمة خلقي أن من قاد الانقلاب كان هو الحزب الديمقراطي الشعبي الأفغاني، واستولى المتمردون على محطة الراديو أيضا.
كثف المتمردون الهجمات الجوية على القصر الرئاسي بعد منتصف الليل، كما كررت ستة طائرات سوخوي سو-7 الهجمات الصاروخية عليه. في صباح اليوم التالي، 28 أبريل، كانت أغلب مناطق كابول هادئة، على الرغم من أن صوت إطلاق النار كان لا يزال يسمع في الجهة الجنوبية من المدينة. كان سكان كابول لا يزالون في منازلهم، وأدركوا أن المتمردين قد سيطروا سيطرة كاملة على المدينة وعلموا بخبر مقتل الرئيس داود وشقيقه نعيم في وقت مبكر من صباح ذلك اليوم. حاصرت مجموعة من الجنود القصر الرئاسي وطالبت من فيه بالاستسلام. بدلا من ذلك، قاتل داود ونعيم المتمردين بمسدساتهم بعد أن أمروا الجنود بالخروج، وقتلوا بالرصاص فيما بعد.

## الحكم الشيوعي
انقسم الحزب الديمقراطي الشعبي الأفغاني إلى فصيلين، البرشم وخلقي، ونجح هذا الأخير في استبدال نظام داود بحكومة شيوعية جديدة تحت قيادة نور محمد تراكي من فصيل خلقي. في كابول، تم اختيار حقائب مجلس الوزراء الأول على ما يبدو بعناية شديدة، بالتناوب بين الخلقيين والبرشميين. عين تاراكي (خلقي) رئيسا للوزراء، وكرمال (برشمي) نائبا لرئيس الوزراء، وحفيظ الله أمين (خلقي) وزيرا للخارجية. ومع ذلك، استمرت الوحدة بين خلقي والبرشم لفترة وجيزة فقط. في أوائل يوليو، أصبح تراكي وأمين لا يهتمون بمواقف حكومتهم أكثر من البرشميين. تم إرسال كرمال إلى الخارج كسفير إلى تشيكوسلوفاكيا. في أغسطس 1978، كشف تراكي وأمين عن «مؤامرة» سينفذها عدة أعضاء معتقلون في مجلس الوزراء، بما في ذلك القائد العسكري لثورة ثور، الجنرال عبد القادر. في سبتمبر 1979، أصبح تراكي بدوره ضحية للثورة. أطاح أمين بتراكي ونفذ فيه حكم الإعدام.